# Zygia inundata
Zygia inundata är en ärtväxtart som först beskrevs av Adolpho Ducke, och fick sitt nu gällande namn av Rupert Charles Barneby och James Walter Grimes. Zygia inundata ingår i släktet Zygia och familjen ärtväxter. Inga underarter finns listade i Catalogue of Life.